# Francfort HC
Pour les articles homonymes, voir FHC.
Dernière mise à jour : novembre 2019.
Le Frankfurter HC (Frankfurter Handball Club ou FHC) est un club féminin de handball basé à Francfort-sur-l'Oder dans le Brandebourg en Allemagne.

## Historique
Le club est créé en 1994 à l'issue de la fusion du BFV Francfort, club de première division, et du SV Blau-Weiss Francfort, club de deuxième division. Le BFV Francfort est lui-même l'héritier en 1990 de l'ASK Vorwärts, la meilleure équipe féminine de handball en RDA dans les années 1980.

## Palmarès
Compétitions internationales
- Vainqueur de la Coupe des Villes (C4) (1) : 1997
  - Finaliste en 1998
- Vainqueur de la Coupe de l'IHF (C3) (2) : 1985 et 1990 (en tant qu'ASK Vorwärts)

Compétitions nationales
- Vainqueur du Championnat d'Allemagne (1) : 2004
- Vainqueur du Championnat d'Allemagne de l'Est (6) : 1982, 1983, 1985, 1986, 1987, 1990 (en tant qu'ASK Vorwärts)
- Vainqueur de la Coupe d'Allemagne (1) : 2003
- Vainqueur de la Coupe d'Allemagne de l'Est (5) : 1981, 1982, 1984, 1986, 1990 (en tant qu'ASK Vorwärts)

## Joueuses historiques
- Mandy Hering
- Stella Joseph-Mathieu
- Franziska Mietzner
- Katja Schülke-Kramarczyk
- Bianca Urbanke-Rösicke